# Ar (ytmått)

Det går hundra ar på en hektar. Ingen av enheterna är officiell SI-enhet men är vanliga inom lantmäterisammanhang.

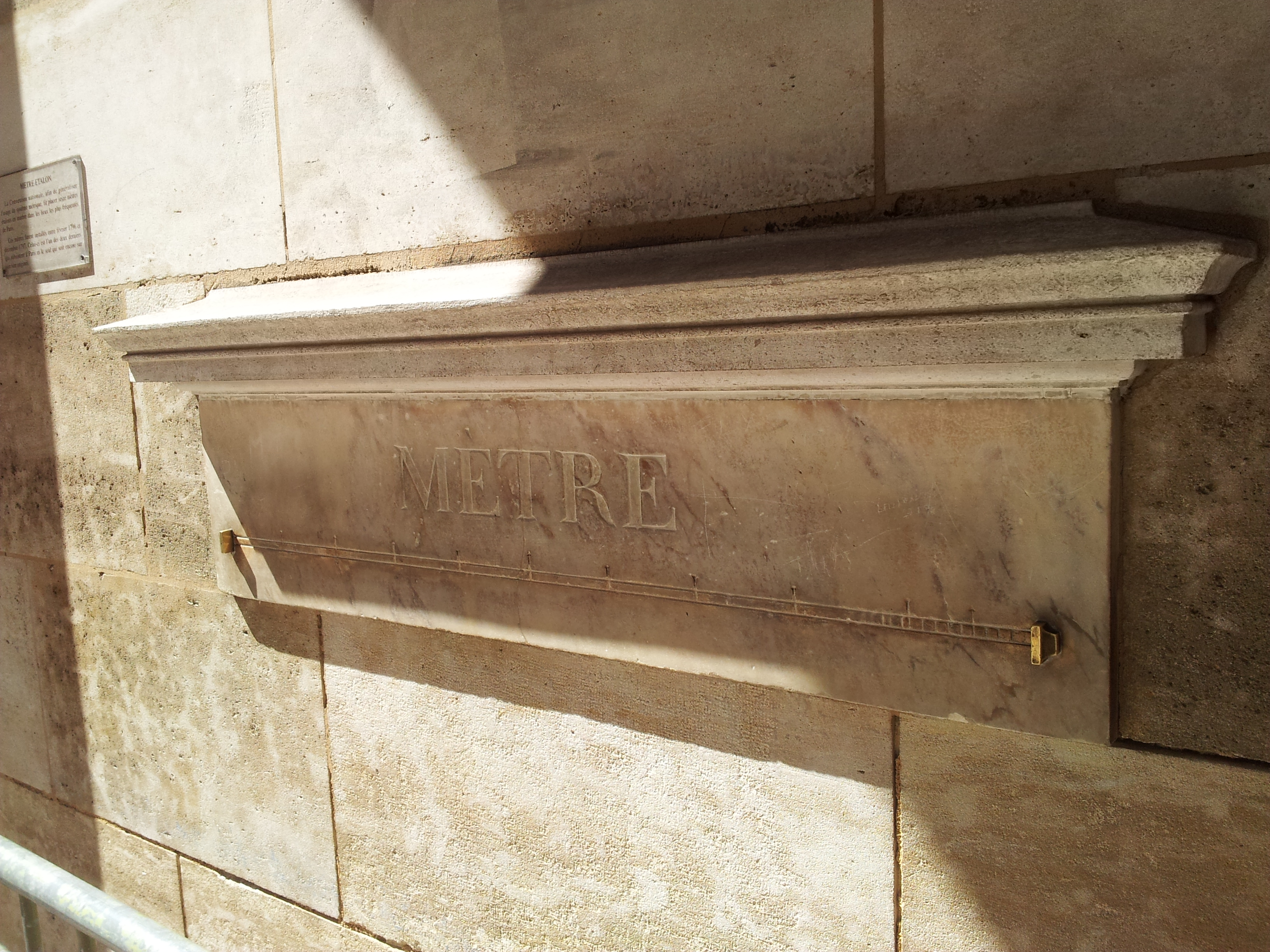
En av de 16 metrar som sattes upp 1796–97 runtom i den franska huvudstaden för att informera om det nya officiella längdmåttet. Samtidigt infördes ar (10x10 m) som officiell areaenhet.

Ar är ett ytmått med enhetssymbolen a. 1 ar (a) = 100 kvadratmeter (m2) = 0,0001 kvadratkilometer (km2), det vill säga arean av en kvadrat med 10 meters sida. Det infördes 1799 som fransk ytenhet och är sedan metersystemets införande i Sverige 1881 använt inom lantmäteriet tillsammans med hektar.

## Ar och hektar
Det går 100 ar på 1 hektar. Ar och hektar är äldre enheter i metersystemet och är inte SI-enheter. Hektar är dock en av de icke-SI-enheter som accepteras för användning inom Internationella måttenhetssystemet. De båda enheterna brukas därför inom bland annat lantmäteriet.

## Historik

### Bakgrund
Begreppet ar är bildat på franskans are, efter latinets area. Måttenheten bildades på 1790-talet, i samband med att metersystemet utvecklades. Det infördes 1799 som officiell fransk enhet för yta, efter att ha fästs som lag 1795 (datum: 18 germinal, år III).

### Sverige
Till Sverige kom enheten senare, eftersom landet ännu inte anammat metersystemet. Det finns belagt i svensk skrift sedan 1873; hektar förekom dock på svenska redan 1834. Enligt en förordning från 22 november 1878 blev ar den gällande svenska enheten för uppmätning av jordområden, och ar/hektar efterträdde då den äldre areastandarden tunnland (14 000 kvadratalnar ~ 4 936,5 m2). Metersystemet som sådant infördes 1881.
I 1876 års första upplaga av Nordisk familjebok står ordet noterat som are (= franska ordet)  och har ännu inte fått en svensk pluralform. Det hänvisas i texten till de italienska och spanska motsvarrigheterna ara, liksom latinets area. Måttenheten var enligt texten då i bruk i "Frankrike, Tyskland, Holland, Belgien, Norge, Danmark, Spanien, Portugal, Italien, Grekland, Brasilien och Mejico" (sic). Vid sidan om hektar (i texten skrivet som hectare) listas de identiska multipelenheterna centiare och qv.-dekameter (= 100 are). Slutligen noteras att "Förslag är väckt om införandet af detta ytmått (Ar, plur. Arer, Hektar o. s. v.) äfven i Sverige."
Till den andra upplagan av Nordisk familjebok ("Uggleupplagan") hade metersystemet hunnit bli även svensk standard. I det första bandet (tryckt 1904) nämns: "Ar, plur. ar (fr. are, af lat. area, se d. o.), enheten för ytmåttet i metersystemet (se d. o.); 1 ar = 100 kvm. (= 1,134 kv.-fot); 100 ar = 1 hektar".

## Källhänvisningar
1. 1 2 3  "Ar" Sök i tre ordböcker. Läst 2019-04-12.
2. ↑  Metersystemet i Nordisk familjebok (andra upplagan, 1913)
3. ↑  SI Brochure: The International System of Units (SI), 8th edition, 2006; updated in 2014, Table 6: Non-SI units accepted for use with the International System of Units, läst 2014-11-12 (engelska)
4. ↑  "ar". NE.se. Läst 21 december 2014.
5. ↑  "La loi du 18 Germinal an 3". Aviatechno.net. Läst 21 december 2014. (franska)
6. ↑  So 2012, s. 98.
7. ↑  So 2012, s. 1168.
8. ↑  "Äldre mått för lantmätare". Skogssverige.se, 2012-09-27. Läst 21 december 2014.
9. ↑  "Ardres—Are Frode". Nordisk familjebok (1876), sp. 993/994.
10. ↑  "Aquila alba—Araber". Nordisk familjebok (1904), sp. 1263/1264.

- Svensk ordbok utgiven av Svenska Akademien (v.1), 2012.